# Universitatea Europei de Sud-Est Lumina
Universitatea Europei de Sud-Est Lumina (fondată în 2010, inchisa 2016) a fost o instituție de învățământ superior privată din București, înființată de către Fundația Lumina Instituții de Învățământ, alături de alte 10 școli din ciclul preuniversitar. Universitatea ducea mai departe tradiția învățământului de performanță și este încununarea activităților de pregătire a elevilor olimpici în liceele de informatică care datează din anul 1994. 
Universitatea Europei de Sud-Est Lumina oferea patru programe de studii de licență, în domeniul ingineriei și al științelor economice și politice.

## Facultăți
- Facultatea de științe economice și politice
  - Specializarea Administrarea afacerilor
  - Specializarea Relații internaționale și studii europene
- Facultatea de științe inginerești
  - Specializarea Tehnologia informației
  - Specializarea Tehnologii și sisteme de telecomunicații
- Facultatea de științe ale educației și limbi moderne
  - Specializarea Limbi moderne aplicate (engleză-franceză și engleză-turcă)
  - Specializarea Pedagogie

## Sistem educațional
Toate programele de studii sunt în acord cu modelul Procesului Bologna și cu Sistemul European de Credite Transferabile (ECTS).
Universitatea Europei de Sud-Est Lumina oferă anual câte 50 de locuri la fiecare dintre cele patru programe de licență, toate pentru forma de învățământ la zi. Sistemul educațional implementat este cel similar cu modelul preferat de universitățile occidentale, axat pe nevoile studenților și cu o atenție specială alocată activităților practice. Până în 2012 Universitatea Lumina colaborase deja cu unele dintre cele mai mari companii internaționale, printre care Microsoft Romania, Hewlett-Packard, Siemens, Lugera&Makler etc. 

## Cluburi studențești
Universitatea Europei de Sud-Est Lumina sprijină diverse activități extra-curriculare organizate în cadrul cluburilor studențești. Cele mai populare dintre acestea sunt Clubul de robotică, Clubul de voluntariat, Clubul Tea&Talk și Clubul sportiv.
Studenții care participă la activități extra-curriculare în cadrul cluburilor au reușit până în prezent să câștige competiții internaționale de profil (cum este concursul de proiecte informatice Infomatrix), au făcut parte din echipa de organizare a unor programe de amploare („Școala Altfel”) și au participat la proiecte de cercetare alături de alte universități din Europa (Universitatea Mevlana din Konya și Universitatea Selcuk din Nevșehir, Turcia). 

## Susținere din partea Mișcării Gülen
Universitatea Europei de Sud-Est Lumina a fost fondată în anul 2010 de către Fundația Lumina Instituții de Învățământ. Investiția a fost finanțată de către S.C. Lumina Instituții de Învățământ S.A. și din sponsorizări obținute de la oameni de afaceri din Turcia și din România. Înființarea universității a fost susținută atât de către Mișcarea Gülen , prin punerea la dispoziție a expertizei în învățământ și a resurselor sale, cât și de către Consiliul Local Sector 2 care a pus la dispoziție prin concesiune terenul și clădirea universității. La ceremonia de inaugurare a universității, organizată în data de 6 octombrie 2010, a participat, alături de finanțatorii universității, înalți oficiali ai Ministerului Educației, ambasadorul Republicii Turcia în România dna. Ayșe Sinirlioğlu și primarul sectorului 2 al capitalei dl. Neculai Onțanu.
În anul 2011, rectorul universității conf. univ. dr. Filip Stanciu, a participat la simpozionul "Finding Common Denominators in the Globalized World: Contributions of the Gulen Movement" organizat în Senegal de Fundația pentru Dialog Intercultural și Ministerul Educației din Senegal, unde a vorbit despre nou-înființata universitate și planurile sale de viitor.

## Afilieri la organizații internaționale
- International Association of Universities (începând cu iunie 2011)
- European Alliance for Innovation (EAI) (începând cu mai 2011)